# Nie ma jak show
Nie ma jak show – musical amerykański z 1954 w reżyserii Waltera Langa.

## Obsada
- Marilyn Monroe – Vicky
- Ethel Merman – Molly Donahue
- Donald O’Connor – Tim Donahue
- Dan Dailey – Terence Donahue
- Johnnie Ray – Steve Donahue
- Mitzi Gaynor – Kathy Donahue
- Richard Eastham – Lew Harris
- Hugh O’Brien – Charles Biggs
- Frank McHugh – Eddie Dugan
- Rhys Williams – ojciec Dineen

## Fabuła
Małżeństwo Molly i Terence Donahue – artyści rewiowi wraz z trójką dzieci występują w zespołach objazdowych. Po latach ciężkiej pracy odnoszą sukces w Nowym Jorku, jednak dorosłe już dzieci chcą rozpocząć własne życie. Pierwszy z synów Tim zakochuje się w pięknej szatniarce Vicky, zaś drugi Steve postanawia porzucić rodzinny zespół.